# Fairhaven Station
Fairhaven Station je železniční stanice společnosti Amtrak a autobusová stanice společností Greyhound Lines a Whatcom Transportation Authority v Bellinghamu, ve státě Washington. Stanice byla otevřena v roce 1995 a leží nedaleko přístavu, odkud odplouvají trajekty na souostroví svatého Jana nebo do kanadské Victorie a kde je jižní konec Aljašské námořní dálnice.
Z osmnácti stanic, které Amtrak ve státě Washington obsluhuje, byla v roce 2010 bellinghamská stanice čtvrtou nejvytíženější s přibližně 175 cestujícími denně.